# Museo del Banco Hipotecario de El Salvador
El Museo del Banco Hipotecario de El Salvador se encuentra ubicado en la ciudad de San Salvador, El Salvador. Fue inaugurado el 20 de noviembre de 2015 y se localiza en la tercera planta de la sucursal bancaria del Banco Hipotecario de El Salvador del centro histórico de la misma ciudad.
El museo nació como una iniciativa de las autoridades del banco en el marco del 80 aniversario de la entidad, y para su realización se solicitó el apoyo de la Escuela de Antropología de la Universidad Tecnológica de El Salvador.
La colección contiene documentos históricos como el decreto legislativo de fundación del banco, herramientas de oficina, fotografías, máquinas de escribir y mobiliario, entre otros, aparte de un recorrido cronológico de la institución. Destaca además una pinacoteca con los retratos de sus presidentes y otras obras de artistas nacionales e internacionales.
El museo ha ganado mucha popularidad respecto a su corto tiempo de existencia debido a que es el primero en San Salvador en introducir el concepto de museo-café. Además de ofrecer un recorrido histórico del proceso de evolución de la entidad bancaria, ofrece un área para degustar café en un ambiente muy agradable con vistas muy amplias del propio corazón de San Salvador y una vista parcial del resto de la ciudad.